# 拉玛什图

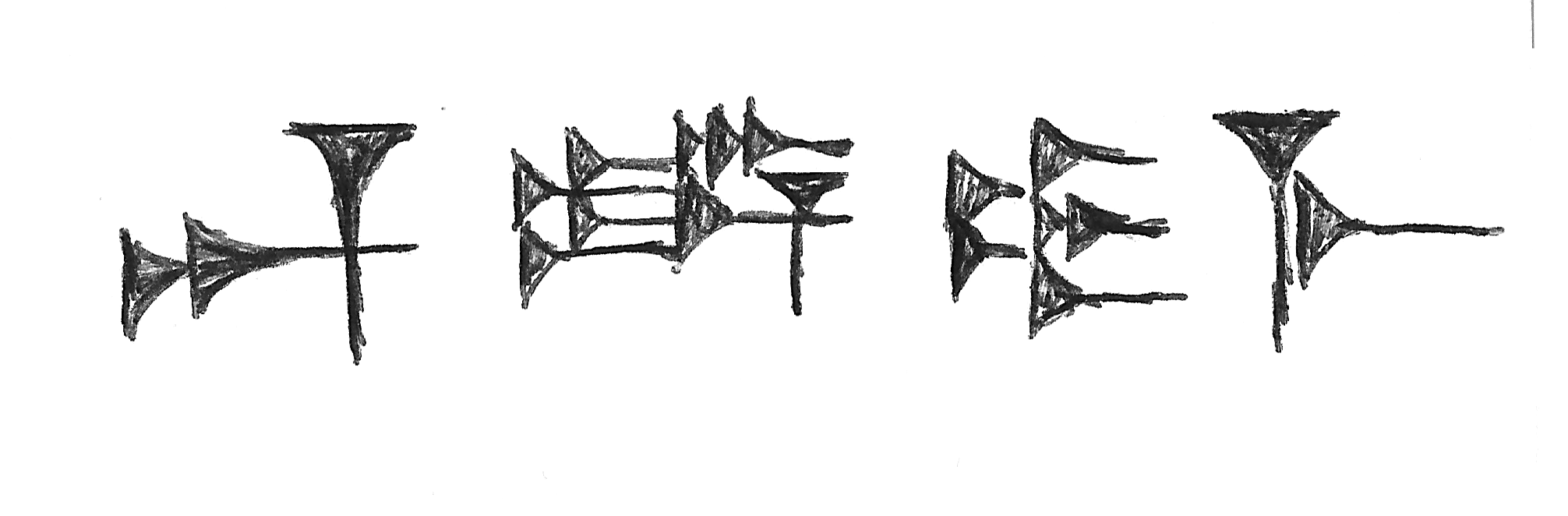
古巴比伦楔形文字中的苏美尔名字“狄麦（^{d}Dim_{3}-me）

在美索不达米亚神话中，拉玛什图（Lamashtu）（阿卡德语:dLa-maš-tu"; 苏美尔语:狄麦（Dimme）dDim3-me"）是一位女妖、魔鬼、恶毒女神或半人半神的女怪物，她威胁产妇、虏掠婴儿，啃他们的骨头、吸他们的血，还进行其他一些恶行。她是天空之神安努（Anu）的女儿，她的表征物经常是梳子和纺锤。
拉玛什图被描绘成一种神话的传说生物，遍体长毛，狮子般的脑袋上长着驴的牙齿和耳朵，长长的手指和指甲，带尖爪的鸟脚。她的形象常常显示为一只站在或跪在驴身上，手握一条蛇，正在喂奶的母猪或母狗。她由此获得了一些与美索不达米亚恶魔莉莉丝相似的功能。

## 神话
拉玛什图的父亲是天神安努（苏美尔神话中的“安”）。与美索不达米亚传说中其它常见的恶魔不同，据说拉玛什图是按自己的恶性，而非神的指示行事。她的名字总是出现在楔形文字表示的神名中。这意味着她也是一位女神或拥有权利的半神半人的女怪物。
她有七个名字，说成七巫婆。她的恶行包括（但不限于）：杀害儿童、胎儿和婴儿、危害产妇和孕妇、食人、吸血、惊扰睡眠并带来噩梦、催落树叶、作祟河流湖泊，是疾病和死亡的使者。
对拉玛什图的祷文： 

有谁能如你那般威武啊，摧残婴儿的天之女。
你的手是罗网，你的拥抱是死亡。
你的残酷、你的狂躁、你的暴怒、你的凶蛮，
天之女啊，你是强盗、是窃贼。
你抚摸著怀孕的女体，扯出腹中胎儿。
天之女，诸神是你的兄弟，
但你却没有儿女。
你的头颅好像豺狼，
你的身体好像孕妇，
你的吼声好像雄狮，
你的嚎叫好像魔犬。
为躲避拉玛什图的毒害，常将恶魔帕祖祖-她死敌的形象制成护身符、青铜牌匾和雕像来保护病人、孕妇及其婴儿。
帕祖祖（Pazuzu）是一位神或恶魔，虽然帕祖祖也被说成是饥荒和旱灾的散布者，也被用来保护人类免邪灵和瘟疫的侵害，但他最主要和最普遍的作用是对抗凶猛、歹毒的对手拉玛什图。

## 仪式
对抗拉玛什图的阿卡德咒语和仪式被编进《Texte aus der Umwelt des Alten Testaments》第二卷。并被解释为“消除持久发烧和拉玛什图的咒语”。常见的仪式涉及一尊拉玛什图的小雕像和一条用来驮雕像的黑狗。作为祭品的面包必须放在雕像前面，水要浇在雕像上，雕像嘴中再放上一颗小猪心。然后，这些东西被放在生病小孩头边三天，一天三次诵念咒语，此外，要持续供奉祭品。到第三天黄昏，该雕像被拿出户外，埋进附近的墙壁中。

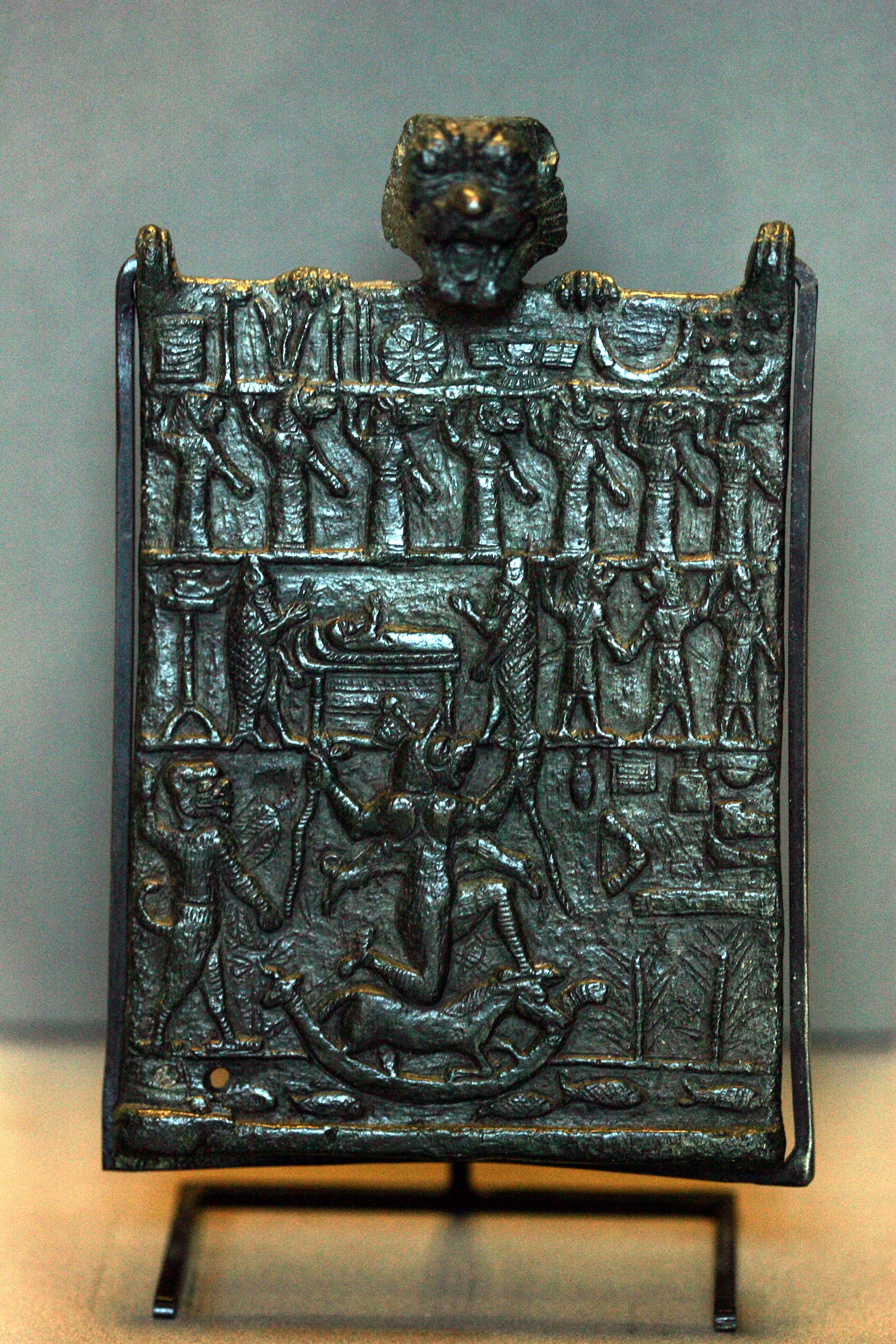
帕祖祖举着的拉玛什图匾
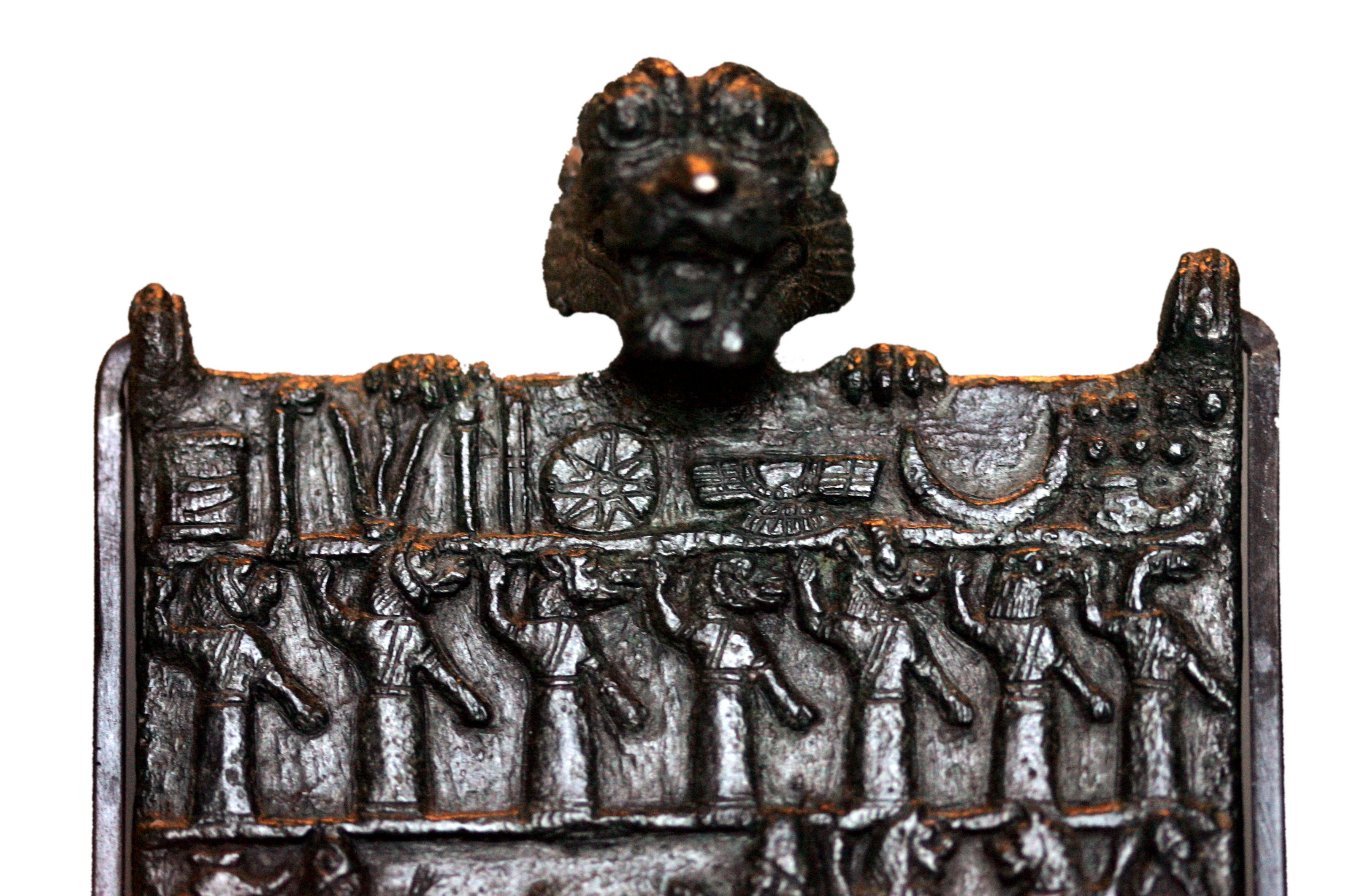
铜匾上部特写
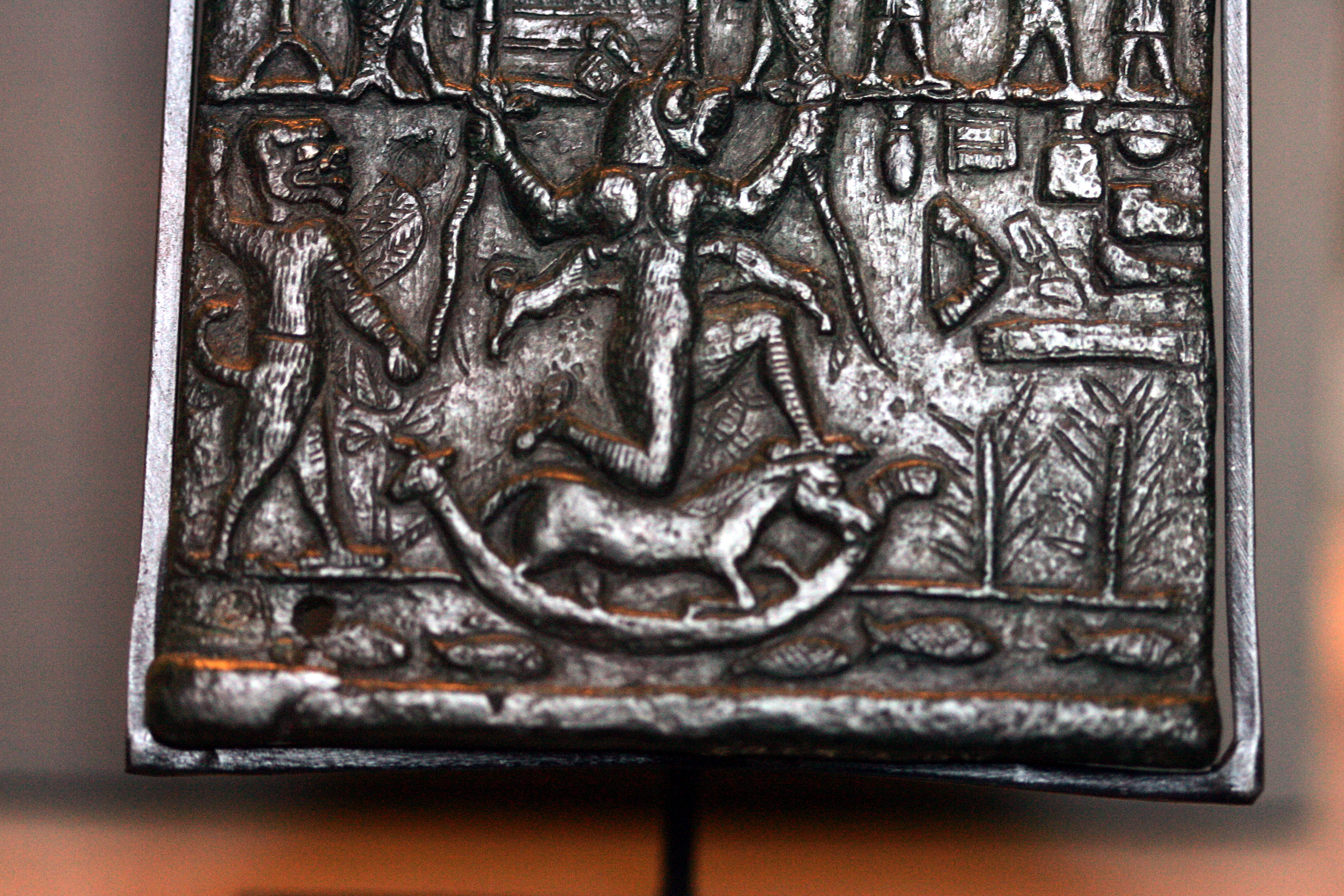
铜匾底部特写
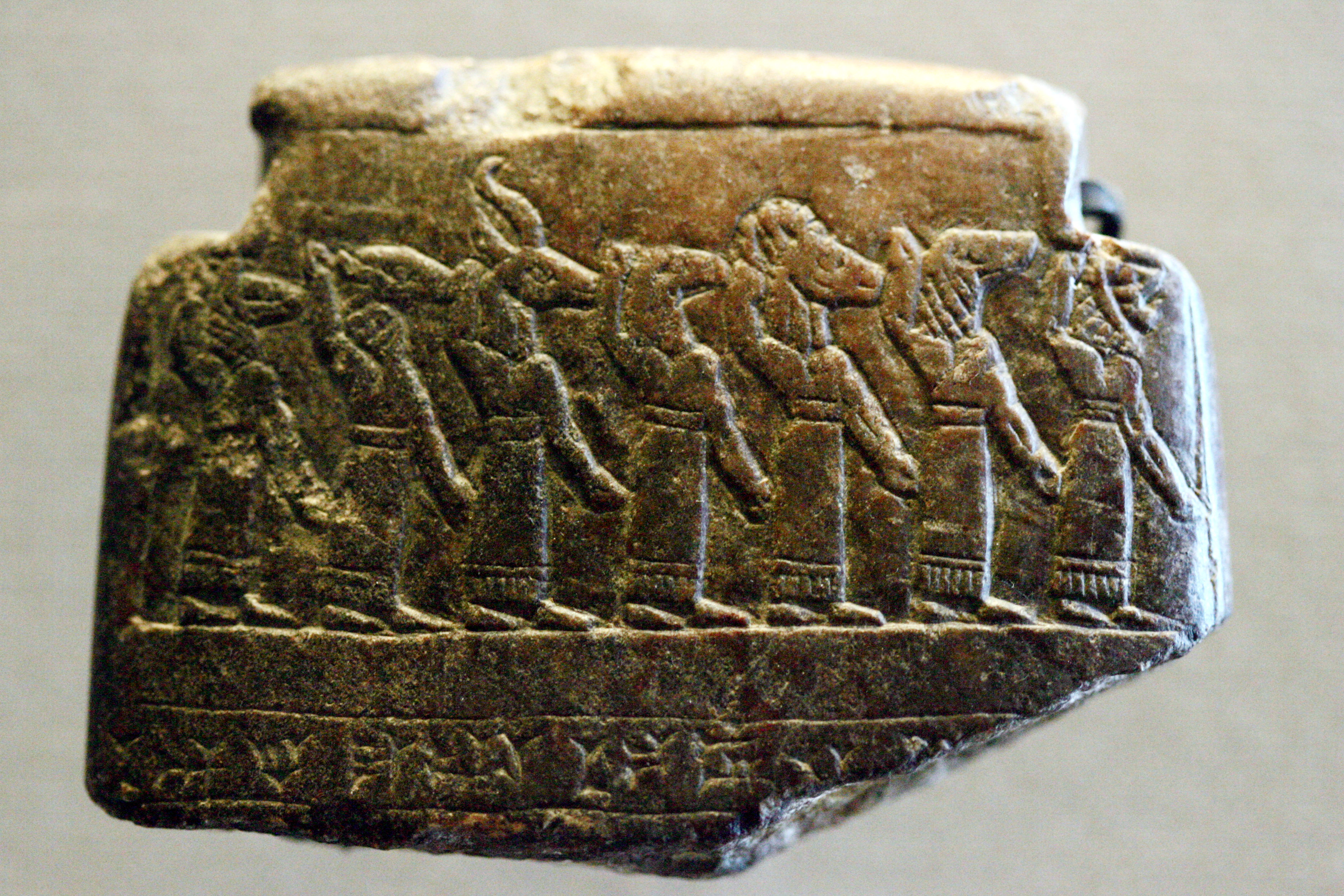
拉玛什图匾